# NGR Dübs A
Die Fahrzeuge des Typs Dübs A der Natal Government Railways (NGR) waren kapspurige Tenderlokomotiven mit der Achsfolge 2'D1'.
Zwischen 1888 und 1899 lieferte der britische Hersteller Dübs and Company 100 Lokomotiven. Der Entwurf stammte von William Milne, dem leitenden Ingenieur der Bahn. Die Maschinen erhielten die Nummern 49–148 und wurden nach dem Hersteller bezeichnet (ein echtes Klassensystem gab es bei der NGR nicht).
Es handelte sich weltweit um die ersten Lokomotiven mit der Achsfolge 2'D1', also mit einem führenden Drehgestell, vier Kuppelachsen und einer Nachlaufachse. Erst 1906, 18 Jahre später, entstanden die ersten Schlepptenderlokomotiven mit dieser Achsfolge, bemerkenswerterweise ebenfalls für die NGR (Typ Hendrie B).
Die Lokomotiven hatten innenliegende Plattenrahmen, geneigt angeordnete Zylinder und Stephenson-Steuerung. Zunächst war ein Kessel mit runder Stehkesseldecke installiert, aber nach dem Erfolg der Hendrie-B-Lokomotiven mit Belpaire-Kessel wurden 1905 fünf Maschinen ebenfalls mit einem Belpaire-Kessel ausgestattet, und im weiteren Verlauf wurden weitere Exemplare umgebaut, sowohl von der NGR als auch später von der SAR. (Die sich durch den Umbau ergebenden abweichenden technischen Daten sind in nebenstehender Tabelle in Klammern angegeben)
In den ersten Jahren wurden die Lokomotiven auf der Hauptstrecke der NGR zwischen Durban und Pietermaritzburg eingesetzt. Später wurden sie auf die Strecken Dundee–Hlobane und Harrismith–Ladysmith verlegt sowie auf die von Durban ausgehende North Coast Line.
Nach der Übernahme durch die South African Railways (SAR) erhielten die Lokomotiven die Nummern 97–196 und wurden als Klasse A bezeichnet. Während eines kriegsbedingten Lokomotivmangels 1915 wurden zwei weitere Lokomotiven aus Ersatzteilen zusammengebaut. Sie erhielten die Nummern 332 und 333.
1926 wurden 21 Exemplare in Schlepptenderlokomotiven umgebaut, wodurch die Klasse 17 entstand.
Die letzten Lokomotiven der Klasse A wurden 1962 aus dem Verkehr genommen. Mindestens drei Exemplare, Nr. 130, 134 und 149, sind als Denkmal- oder Museumsloks erhalten geblieben.